# Meaford (Ontario)
Meaford to miejscowość (ang. town) w Kanadzie, w prowincji Ontario, w hrabstwie Grey. Położona jest u południowych brzegów wielkiej zatoki jeziora Huron, Georgian Bay, a ściślej - nad jej najbardziej na południe wysuniętą częścią, zwaną zatoką Nottawasaga.
Powierzchnia Meaford to 589,03 km². Według danych spisu powszechnego z roku 2001 Meaford liczy 10 381 mieszkańców (17,62 os./km²).
Do 2001 roku miejscowość nosiła nazwę Georgian Highlands.